# 1979 في المكسيك
فيما يلي قوائم الأحداث التي وقعت خلال عام 1979 في المكسيك.

## برامج ومسلسلات وأنمي
- الأغنياء أيضا يبكون

## مواليد

### يناير
- 1 يناير – فريدا اسكوبيدو مهندسة معمارية مكسيكية.
- 13 يناير – فيليبي كامبا ملاكم مكسيكي.
- 25 يناير – خوسيه لويس سوتو كراس ملاكم مكسيكي.

### فبراير
- 13 فبراير – رافاييل ماركيز لاعب كرة قدم مكسيكي.
- 19 فبراير – ماريانا أوتشوا مغنية وممثلة مكسيكية.

### مارس
- 1 مارس – فرناندو مونتيل ملاكم مكسيكي.
- 16 مارس – دانييل أوسورنو لاعب كرة قدم مكسيكي.
- 23 مارس – فريدي هرنانديز ملاكم مكسيكي.

### أبريل
- 15 أبريل – ماريانا آفيلا
- 30 أبريل – خيراردو تورادو لاعب كرة قدم مكسيكي.

### مايو
- 15 مايو – أدولفو باوتيستا لاعب كرة قدم مكسيكي.

### يونيو
- 1 يونيو – ماريو منديز لاعب كرة قدم مكسيكي.
- 7 يونيو – ريكاردو كاستيلو ملاكم مكسيكي.
- 14 يونيو – أوزفالدو بينافيدس

### يوليو
- 18 يوليو – أليخاندرو غارسيا ملاكم مكسيكي.
- 21 يوليو – لويس إرنيستو ميتشل لاعب كرة قدم مكسيكي.
- 27 يوليو – خورخي آرسي ملاكم مكسيكي.

### أغسطس
- 6 أغسطس – خايمي كوريا لاعب كرة قدم مكسيكي.
- 10 أغسطس – سرخيو سانتانا لاعب كرة قدم مكسيكي.
- 23 أغسطس – إدغار سوسا ملاكم مكسيكي.

### سبتمبر
- 13 سبتمبر – ليديا أفيلا
- 17 سبتمبر – إنغريد مارتز ممثلة مكسيكية.
- 29 سبتمبر – خايمي لوزانو لاعب كرة قدم مكسيكي.

### أكتوبر
- 2 أكتوبر – فرانسيسكو فونسيكا لاعب كرة قدم مكسيكي.
- 23 أكتوبر – خورخي سوليس ملاكم مكسيكي.
- 27 أكتوبر – روبرتو كارلوس ليفا ملاكم مكسيكي.

### نوفمبر
- 12 نوفمبر – كريستيان فافيلا ملاكم مكسيكي.
- 14 نوفمبر – ميجيل صباح لاعب كرة قدم مكسيكي.

### ديسمبر
- 24 ديسمبر – خوليو دياز ملاكم مكسيكي.
- 29 ديسمبر – دييغو لونا

## وفيات

### يوليو
- 15 يوليو – غوستافو دياز أورداز (مواليد 1911)